# 補色

RGBによる補色の例。

伝統的なRYBによる補色の例。

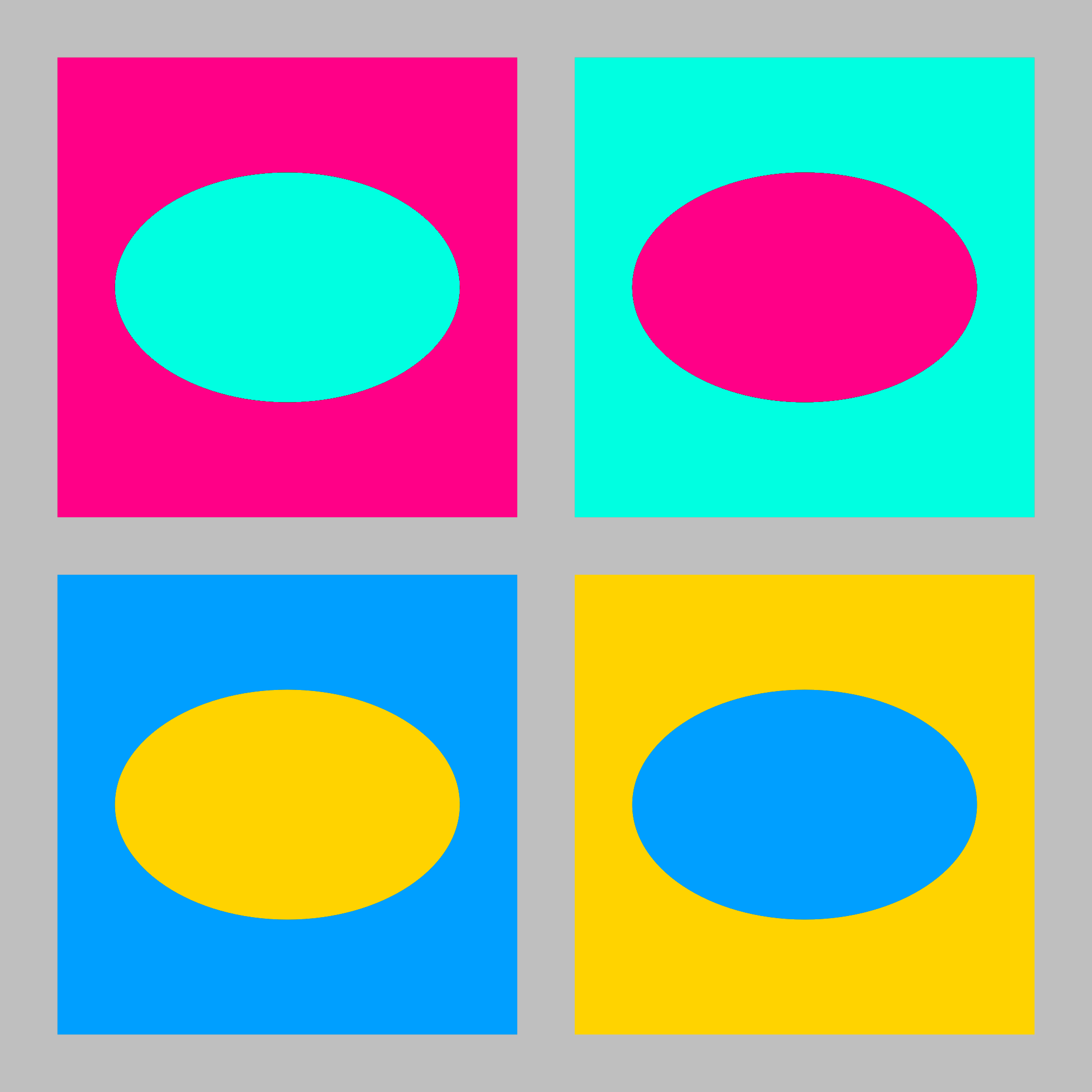
反対色過程による補色の例。

| 色相環。円の正反対に位置する色が補色。（左）マンセル （中）RYB （右）RGB  |  | 色相環。円の正反対に位置する色が補色。（左）マンセル （中）RYB （右）RGB |  | 色相環。円の正反対に位置する色が補色。（左）マンセル （中）RYB （右）RGB |
| 色相環。円の正反対に位置する色が補色。 （左）マンセル （中）RYB （右）RGB |  |                                                                          |  |                                                                          |

補色（ほしょく、英: complementary color）とは、色相環 (color circle) で正反対に位置する関係の色の組合せ。相補的な色のことでもある。

## 概要
補色の組合せは色の表現法によって異なり、RGBの場合は
- 赤 / シアン
- マゼンタ / 緑
- 黄色 / 青

RYBの場合は
- 赤 / 緑
- 紫 / 黄色
- 橙色 / 青

などである。余色、対照色、反対色ともいう（ただし、補色は相対する色を直接に指示するのに対し、反対色の指示する範囲はやや広い）。
ある色に別の色を適宜割合で混合して、光の場合は白、物体の場合は黒というように、彩度低下を引き起こす色についてもいうが、並列した際の視覚的効果の相補性と混合した際の相補性は異なる。

## 性質
補色同士の色の組み合わせは、互いの色を引き立て合う相乗効果があり、これは「補色調和」といわれる。
しかし、純色など、明度が同じ補色同士を組合せた場合は、瞳に対してレンズフレアを引き起こして、目がチカチカしてしまう。

## 残像の消去と現出
病院などの外科手術室では、内装や手術着を薄い緑色にすることで、赤（血液の色）の残像である緑色を消去することが可能となる。
逆の例では、牛乳パックの白を基調としたパッケージに青色を用いることで、青の残像であるクリーム色が現出。「濃い牛乳」というイメージを消費者に与えることが可能となる。